# Bief
Bief är en kommun i departementet Doubs i regionen Bourgogne-Franche-Comté i östra Frankrike. Kommunen ligger i kantonen Saint-Hippolyte som tillhör arrondissementet Montbéliard. År 2022 hade Bief 111 invånare.

## Befolkningsutveckling
Antalet invånare i kommunen Bief
Referens:INSEE